# Campoleone
Campoleone – stacja kolejowa w Aprilii, w regionie Lacjum, we Włoszech. Znajdują się tu 4 perony.